# Дунайка (приток Пшехи)
Дунайка — река в России, протекает по территории Белореченского района Краснодарского края, правый притоком реки Пшехи. Длина реки — 29 км, площадь водосборного бассейна — 162 км².
Зарождается река на северных склонах Лесистого хребта в горах Апшеронского района.
В верхнем течении долина реки выработана в неогеновых отложениях: глинах, песках и песчаниках и имеет V-образную форму. Склоны её изрезаны многочисленными балками, местами имеются овраги и оползни.
В нижнем течении, при выходе на равнину, Дунайка прорезает верхнечетвертичные отложения, которые представлены глинами, галечниками, суглинками и песками. Долина реки здесь расширяется до нескольких километров и остаётся широкой на всём участке нижнего течения. Выйдя из гор, река начинает извиваться, описывая многочисленные излучины.
Питание реки осуществляется за счёт атмосферных осадков и таяния снега в весенний период. Дунайка относится к рекам с весенне-летним половодьем с паводками в течение всего года. В летний период, когда выпадает мало осадков, река пересыхает.
Долина реки густо заселена. В ней расположен ряд населённых пунктов: хутор Кубанский, посёлок Коренная Балка, посёлок Дунайский и посёлок Лесной. Земли в долине используются для возделывания сельскохозяйственных культур. На них выращивают пшеницу, кукурузу, картофель, овощные и ягодные культуры. В верхней части бассейна реки среди дубово-грабовых лесов раскинулись сады и пастбища.
В 2010 году на реке в районе посёлка Лесной построена плотина.